# Rhaphuma phiale
Rhaphuma phiale là một loài bọ cánh cứng trong họ Cerambycidae.